# Slaget ved Ümera 1223
Slaget ved Ümera 1223 også kaldet Andet slag ved Ümera (estisk: Teine Ümera lahing, lettisk: Kauja pie Imeras tilta) foregik 1223 mellem estere og tyskere.

## Forløb
I foråret 1223 foretog esterne et større hærgningstogt til egnen omkring Ümera i Letland. Da de erfarede dette, drog en stærk tysk hær straks dertil. De nåede frem netop, som esterne var ved at overskride Ümera å (estisk: Ümera jõgi, lettisk: Jumaras upe) og kom derfor for disse som en overraskelse. Skønt esterne ifølge krøniken "kæmpede meget modigt", vandt tyskerne slaget, drog esterne på flugt og dræbte talrige.